# Acritarchi
Vengono definite acritarchi alcune formazioni di palinomorfi (microfossili a parete organica, in contrapposizione ai microfossili a parete minerale, come Foraminifera o Conodonta).
Fossili di questo tipo, forse sviluppatisi già a partire dal periodo Steniano (era Mesoproterozoica), sono caratteristici del successivo Toniano, all'inizio del Neoproterozoico, mentre si riducono fin quasi a sparire nel periodo seguente, il Cryogeniano.
L'arco cronologico interessato va dunque da 1900-1800 a 400-500 milioni circa di anni fa.
La scoperta di microfossili di questo tipo, nella seconda metà del XX secolo, è stata di fondamentale importanza perché spostò molto indietro nel tempo la comparsa delle prime cellule eucariotiche (a prescindere dalla modalità evolutiva con cui essa si originò realmente): essi infatti possono essere di fatto considerati dei "protisti fossili", nei quali tutte le funzioni di un intero organismo - di dimensioni e complessità superiori a qualsiasi procariote - erano racchiuse in un'unica cellula.